# Bambis Cholidis
Bambis Cholidis, właśc. Charalambos Cholidis, gr. Χαράλαμπος „Μπάμπης” Χολίδης (ur. 1 października 1956 w Gurjewie, zm. 26 czerwca 2019) – grecki zapaśnik walczący w stylu klasycznym. Czterokrotny olimpijczyk. Brązowy medalista w Los Angeles 1984 i Seulu 1988. Odpadł w eliminacjach w Montrealu 1976 i Moskwie 1980. Startował w kategorii 52–57 kg.
Ośmiokrotny uczestnik mistrzostw świata, trzeci z 1978 i 1986; czwarty w 1985; piąty w 1977 i 1981; szósty w 1973 i 1982. Zdobył trzy medale na mistrzostwach Europy, srebrny w 1983 i 1986 i brązowy w 1976. Mistrz igrzysk śródziemnomorskich w 1975 i 1979; drugi w 1975 i 1987 i piąty w 1983. Trzeci w Pucharze Świata w 1982. Triumfator mistrzostw świata wojskowych w 1983 i Super MŚ z 1985 roku.
- Turniej w Montrealu 1976

Przegrał z Lajosem Raczem z Węgier i Bruce’em Thompsonem z USA.
- Turniej w Moskwie 1980

Przegrał z Mładenem Mładenowem z Bułgarii i Wachtangiem Blagidzem z ZSRR.
- Turniej w Los Angeles 1984

Pokonał Abd al-Latifa Chalafa z Egiptu, Alego Laszkara z Maroka i Benniego Ljungbecka ze Szwecji, a przegrał z Japończykiem Masakim Etō. W pojedynku o brązowy medal wygrał z Niculae Zamfirem z Rumunii.
- Turniej w Seulu 1988

Pokonał Aleksandra Szestakowa z ZSRR, Benniego Ljungbecka ze Szwecji, zawodnika Korei Południowej Heo Byeong-ho i Anthony’ego Amado z USA. Przegrał ze Stojanem Bałowem z Bułgarii, a w walce o brązowy medal wygrał z Chińczykiem Yangiem Changcenem.